# Grenacheria amentacea
Grenacheria amentacea är en viveväxtart som först beskrevs av Charles Baron Clarke, och fick sitt nu gällande namn av Carl Christian Mez. Grenacheria amentacea ingår i släktet Grenacheria och familjen viveväxter. Inga underarter finns listade i Catalogue of Life.